# 當選人
當選人（英語：-elect）是指經選舉當選某個職位，但尚未正式就職者。例如已經當選總統但還未就職者，就稱為「總統當選人」（president-elect）。而若不是經由選舉產生的情形，而是經由指定任命者，則稱作候任（-designate，如候任總理、候任法官）。
當選人在法律上通常不是一個正式的職位，但具備一定的資格，擁有部分的權力，譬如美國總統當選人有權閱覽《总统每日简报》，聯邦政府也必須撥款支應總統當選人辦公室的事務經費。

## 歷史
「当选人」一詞的這種用法起源於天主教會，主教是經由選舉產生的，但在被任命之前並不會正式就職。此外，教宗選舉的獲勝者將被稱為當選教皇，直到經過確認並真正成為教皇為止。
隨著選舉君主制的實行，這個詞彙進入了政治領域。例如，神聖羅馬皇帝是由王子選舉人團選出的，但獲勝的候選人只有在教宗加冕後才能正式成為皇帝。在選舉和加冕之間，他被稱為“當選皇帝”。
到了19世紀，這個術語已擴展到描述任何在選舉和就職之間經過相當長一段時間的職位。例如，在19世紀，稱訂婚新娘為「當選新娘」是相當普遍的。

## 組織中的官方職位
一些俱樂部和其他組織的章程可能規定了一種類似副主席職位的正式職位，該職位將在主席職位的候任期間擔任。組織成員在選舉中選擇候任主席，而不是直接選舉組織的主席。當選主席可能被賦予有限的職責，類似副主席。在任期結束時，當選主席晉升為主席，並選出新的當選主席。這種模式的優點在於繼承的明確連續性，以及當選主席在成為主席之前有機會熟悉組織的運作。一個可能的缺點是一旦當選主席就任，除非主席辭職或被免職，否則其他人就不能當選主席。 
候任主席的職位與當選主席不同，其被稱為「候任主席」從選舉期間一直到任期開始。例如，如果主席選舉在一月份舉行，但任期要到三月才開始，當選主席的人可能被稱為“當選主席”，但直到三月任期開始才擁有任何權力。另一方面，當選主席的個人擁有章程規定的該職位的所有權力。
同樣，組織可能設有其他正式職位，如當選副主席、當選秘書財務主管、當選董事和當選主席。